# 홍콩의 정치

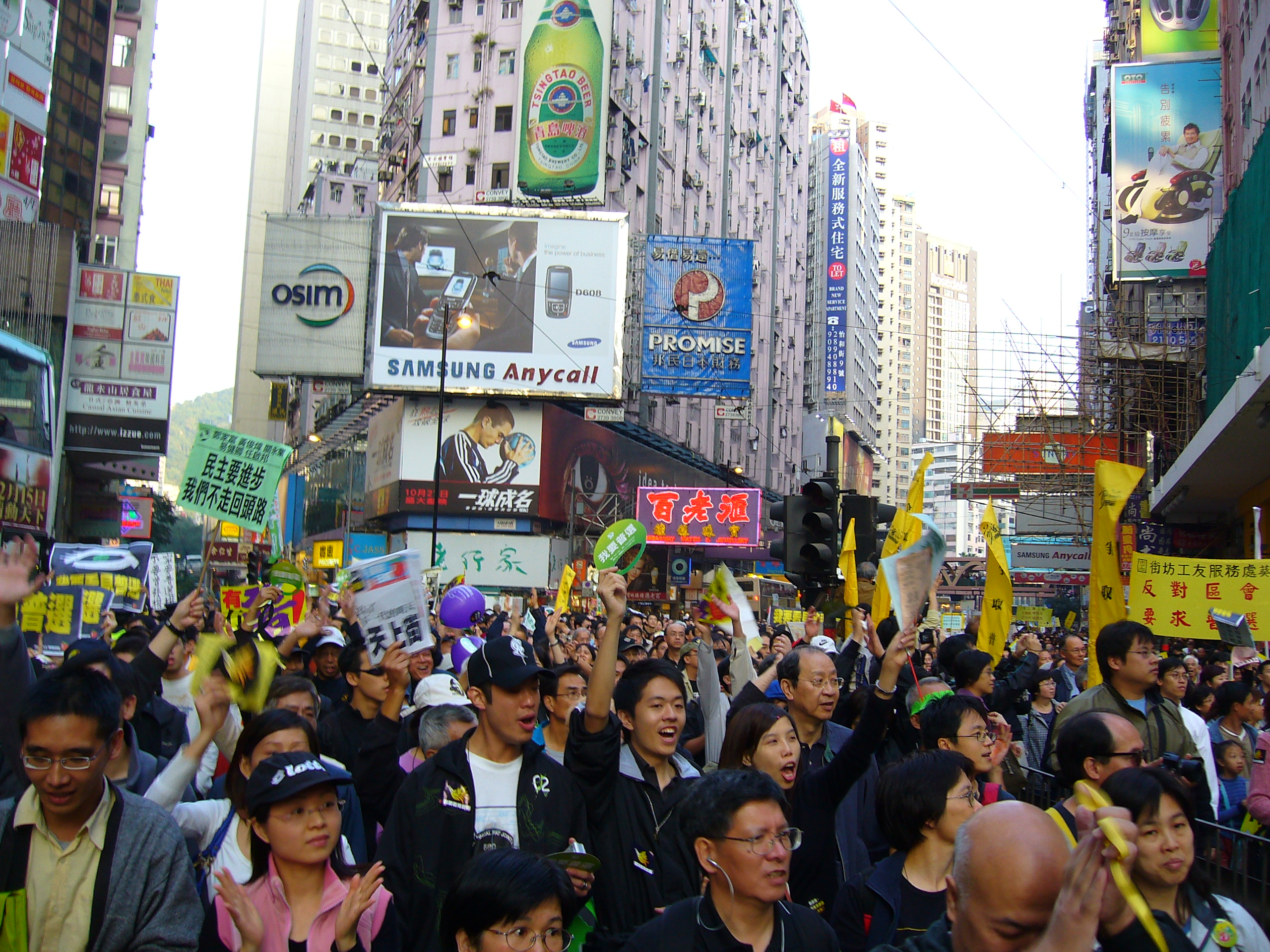

홍콩의 정치, 경제, 사회, 기타 제도는 대체로 영국이 통치했을 때 제대로 유지되었고 다만 서로 예속되지는 않았다. 특별행정구 성립 후에도, 여러 가지 정치 제도는 중화인민공화국과 전혀 다르게 유지되었다. 홍콩 기본법은 덩샤오핑이 구상한 “일국양제”(중국어 정체자: 一國兩制)의 이념(우물물은 강물을 범하지 않는다, 각자 한계를 분명히 하여 서로 범하지 않는다)을 확실히 보장하고 있고, 이에 따라 행정, 입법, 사법이 중화인민공화국의 체제에서 분리되어 간섭받지 않고 있다. 일반적으로 “홍콩 사람이 홍콩을 다스리고, 고도의 자치를 한다”(중국어: 港人治港) 라는 원칙에 따라, 홍콩은 현재까지도 “중화인민공화국 홍콩”(영어: Hong Kong, PRC, 중국어: 中華人民共和國香港)의 이름으로 경제, 무역, 금융, 항공, 통신, 관광, 문화, 체육 등의 영역에서 단독으로 국제 기구에서 관계를 유지, 발전하고 있고, 관련된 협의를 체결하고 이행하고 있다. 홍콩이 참여하는 기구로는 세계무역기구(중국어 정체자: 世界貿易組織), 아시아태평양경제협력체 (APEC, 중국어 정체자: 亞洲太平洋經濟合作組織), 아시아개발은행 (ADB, 중국어 간체자: 亚洲开发银行), 국제결산은행(중국어 정체자: 國際結算銀行), 국제올림픽위원회 등 모두 14개가 있다.
그러나 한편으로는 중화인민공화국 영토로 편입된 이후, 홍콩 의회에서는 전국인민대표대회에서 과반수 지지를 얻은 후보자 2~3인을 내보내면, 홍콩 구민은 이 중 1명을 직접 선거로 뽑게 하는등, 홍콩의 정치에 직,간접적으로 간섭하는 경향도 존재한다, 그렇기 때문에 홍콩 내외의 정치인 및 여론, 일국양제를 질의하는 움직임이 있었다. 예를 들면, 파룬궁이 홍콩에서 공개적으로 활동하는 것, 중국 공산당에서 홍콩의 보통 선거를 쟁취하려는 모습, 홍콩의 정치인이 중화인민공화국의 제도에 대한 의견을 공개 발표하는 것, 2007년 행정장관 입후보자 렁춘잉(중국어 정체자: 梁振英)은 중국 공산당에서 특구 관원 임명권을 행사하지 않을 것을 제기하는 등, 모든 사람들로 하여금 질의하게 하는 것은 라는 사안이었다.

## 같이 보기
- 홍콩의 정당